# Англиканская Церковь Меланезии
Англиканская Церковь Меланезии (англ. Anglican Church of Melanesia, ACoM) — провинция Англиканского Сообщества, расположенная в Меланезии, регионе Океании, включающем Соломоновы острова, Вануату и Новую Каледонию.

## История
Церковь была основана Джорджем Селвином в 1849 году. История Англиканской Церкви Меланезии началась в 1849 году, когда Лондонское миссионерское общество начало посылать миссионеров в Меланезию. Первый меланезиец был крещен в англиканизме в 1852 году.
В 1861 году Меланезийская миссия вошла в состав Новозеландской церкви, и получила первого епископа. Церковные деятели довольно активно боролись в 19-м веке с работорговлей на островах.
Первый священник-мелинезийец был рукоположен в 1873 году, а епископы в 1963 (помощники епископа Меланезии).
В 1973 году на епархиальной конференции было решено создать независимую церковную провинцию Меланезии, что и было сделано в 1975 году.

## Структура
Англиканская Церковь Меланезии состоит из 9 епархий, охватывающих территории государств Соломоновы острова, Вануату и французскую Новую Каледонию.
Главой церкви является архиепископ Меланезии, который избирается епархиальными конференциями.

## Вероучение и практика
Англиканская Церковь Меланезии следует англиканскому вероучению и практике. Основными обрядами церкви являются крещение, причащение, конфирмация, брак и погребение.